# Front pour l'unité
Pour les articles homonymes, voir ECF.
Le Front pour l'unité (FPU) est une ancienne alliance politique de plusieurs partis de la droite anti-indépendantiste de Nouvelle-Calédonie, formée en août 2013 sous le nom d’Engagement pour une Calédonie dans la France (ECF). Elle est constituée du Rassemblement (ancien principal parti historique défendant le maintien de la Nouvelle-Calédonie dans la France jusqu'en 2004, associé à l'UMP nationale sous le nom de Rassemblement-UMP jusqu'en janvier 2014) du sénateur Pierre Frogier, de l'Avenir ensemble (au pouvoir de 2004 à 2008, fortement réduit depuis lors à la suite de la dissidence de Calédonie ensemble, le mouvement comporte des membres de l'UMP et du Nouveau Centre) du président du gouvernement de la Nouvelle-Calédonie Harold Martin, du Mouvement de la diversité (LMD) de l'ancien sénateur UMP Simon Loueckhote, de l'Union pour un destin calédonien (UDC) de Nathalie Brizard et du représentant local du Mouvement démocrate (MoDem), Didier Leroux.
Elle vise à former une union capable de faire front tout en négociant d'une seule voix face aux indépendantistes pour aboutir à une « solution consensuelle », mais elle s'oppose au sein du camp anti-indépendantiste à Calédonie ensemble (dissidence de 2008 de l'Avenir ensemble) du député UDI Philippe Gomès et à l'« Union pour la Calédonie dans la France » (UCF) portée par le Mouvement populaire calédonien (MPC, dissidence de 2013 du Rassemblement-UMP) de l'ancien député UMP Gaël Yanno, par le Mouvement républicain calédonien (MRC) de Philippe Blaise (dissident en 2010 du Rassemblement-UMP) et par le Rassemblement pour la Calédonie (RPC, fondé en 2006 par les derniers fidèles de Jacques Lafleur au sein du Rassemblement-UMP) d'Isabelle Lafleur. Elle prend la forme de groupes politiques constitués au Congrès de la Nouvelle-Calédonie, à l'Assemblée de la Province Sud et au conseil municipal de Nouméa.
Ses candidatures pour les échéances électorales de 2014 (municipales et provinciales) prennent le nom de « Front pour l'unité » à partir du congrès du Rassemblement-UMP réuni à l'Arène du Sud de Païta le 30 novembre 2013. Le 3 décembre 2013, la permanence du Rassemblement-UMP, située de longue date sur la rue de Sébastopol au centre-ville de Nouméa, est transformée en siège et quartier-général de campagne pour ce « Front pour l'unité ».
Le 10 juillet 2015, les huit élus au Congrès du groupe FPU-EPN déposent, avec deux des six membres du groupe de l'UCF (Sonia Backès du MPC, qui a démissionné le jour même du gouvernement pour siéger à nouveau au sein de l'assemblée néo-calédonienne, et Isabelle Lafleur du RPC), une déclaration de constitution d'un nouveau groupe politique auprès du bureau de l'institution. Ce groupe, qui prend le nom de « Les Républicains », renvoie à la nouvelle appellation du principal parti de la droite métropolitaine présidé par Nicolas Sarkozy et se constitue à l'occasion du renouvellement du bureau et des commissions du Congrès le 17 juillet 2015. La formation de ce groupe est complétée par la constitution d'une coordination politique entre ces partis, baptisée Les Républicains de Nouvelle-Calédonie.

## Les groupes ECF fondés en 2013

### Au Congrès
Le 5 août 2013, un groupe « Engagement pour une Calédonie dans la France » est constitué au Congrès de la Nouvelle-Calédonie par le regroupement de 11 élus du groupe du Rassemblement-UMP jusque-là présidé par Pierre Bretegnier et par 6 non-inscrits à savoir : 2 de l'Avenir ensemble (Isabelle Ohlen et Pascal Vittori), 2 du LMD (Simon Loueckhote et Pascale Doniguian-Panchou), 1 UDC (Nathalie Brizard) et 1 MoDem affilié à l'Avenir ensemble (Didier Leroux). Ils présentent la candidature de Simon Loueckhote à l'élection du président du Congrès le 8 août 2013 : il obtient à chaque tour de scrutin 17 voix sur 54, contre 23 à l'indépendantiste Rock Wamytan (sauf au premier tour, où deux bulletins comptabilisés nuls réduisent son score à 21) qui est donc élu au 3e tour à la majorité relative, 13 au président sortant et candidat de Calédonie ensemble Gérard Poadja et 1 bulletin blanc (celui de l'unique élue du MPC, Alexandra Malaval-Cheval).
Le même jour, l'ECF présente une liste commune pour la désignation des vice-présidents du Congrès qui obtient 18 voix (les 17 du groupe plus celle du MPC) et 3 postes sur 8 (la 2e vice-présidence revenant à Isabelle Ohlen de l'Avenir ensemble, la 5e à Rusmaeni Sanmohamat du Rassemblement-UMP et la 8e à Pascale Doniguian-Panchou du LMD). Le groupe présente également seul des listes, qui ne recueillent cette fois que les 17 voix de la formation, pour la désignation des secrétaires et des questeurs, obtenant dans les deux cas un poste sur deux, respectivement pour Nathalie Brizard (UDC) et Dominique Daly (Rassemblement-UMP). Pour la commission permanente, la liste ECF obtient 3 élus sur 11 (Pierre Bretegnier et Dominique Daly du Rassemblement-UMP, le premier quittant ce parti et l'ECF le 1er mars 2014, ainsi que Didier Leroux), à égalité avec Calédonie ensemble mais détendant deux sièges de moins que les indépendantistes. Enfin, l'ECF gagne 5 présidences de commissions intérieures permanentes sur 13 (contre 4, une coprésidence et trois présidences de commissions spéciales aux indépendantistes et 3 présidences de commissions intérieures permanentes, une coprésidence et une présidence de commission spéciale à Calédonie ensemble), à savoir de celles : des Finances et du Budget (Ghislaine Arlie du Rassemblement-UMP), de la Législation et de la Réglementation économiques et fiscales (Pierre Bretegnier du Rassemblement-UMP, qui quitte le parti et l'ECF pour le MPC le 1er mars 2014), des Infrastructures publiques, de l'Aménagement du Territoire, du Développement durable, de l'Énergie, des Transports et de la Communication (Georges Naturel du Rassemblement-UMP), des Sports (Alain Lazare du Rassemblement-UMP) et de l'Enseignement et de la Culture (Isabelle Ohlen de l'Avenir ensemble).
Le groupe ECF au Congrès de la Nouvelle-Calédonie est composé de 17 membres jusqu'au 1er mars 2014, puis de 16 membres :
- 11 puis 10 élus du Rassemblement dont :
  - 1 des 15 élus issus de l'Assemblée de la Province Nord :
    - Léontine Ponga (élue en 2009, vice-présidente du Rassemblement-UMP de 2006 à 2012, fut la 7e vice-présidente du Congrès en 2011, conseillère municipale d'opposition de Kouaoua depuis 1995, ancienne conseillère économique et sociale de Nouvelle-Calédonie de 2000 à 2009).

  - 10 puis 9 des 32 élus issus de l'Assemblée de la Province Sud :
    - Ghislaine Arlie (élue en 2009, vice-présidente du Rassemblement-UMP depuis 2013, maire de Farino et présidente de l'Association française des maires de Nouvelle-Calédonie depuis 2001, présidente de la commission des Finances et du Budget du Congrès depuis 2011, présidente de la commission de l'Environnement de l'Assemblée de la Province Sud depuis 2009).
    - Dominique Daly (élue en 2009, questeur du Congrès depuis 2012 et présidente de la commission de l'Emploi et de la Formation professionnelle et de celle chargée du suivi du plan provincial de développement durable de l'Assemblée de la Province Sud depuis 2009, ancienne secrétaire de la commission permanente du Congrès de 2011 à 2013, ancienne vice-présidente chargée du tourisme du MEDEF en Nouvelle-Calédonie de 2003 à 2005).
    - Pierre Frogier (signataire des accords de Matignon-Oudinot de 1988 et de Nouméa de 1998, élu en 1977, 1985, 1988, 1989, 1995, 1999, 2004 et 2009, président du Rassemblement-UMP depuis 2005, sénateur UMP de la Nouvelle-Calédonie depuis 2011, ancien député RPR puis UMP de la 2e circonscription de Nouvelle-Calédonie de 1996 à 2011, ancien président du Conseil de la Région Sud de 1986 à 1988 puis de l'Assemblée de la Province Sud de 2009 à 2012, ancien maire du Mont-Dore de 1987 à 2001, ancien 1er vice-président de l'Assemblée de la Province Sud de 1989 à 1995 et de 1999 à 2004, ancien président du Congrès de 1995 à 1997 et de 2007 à 2009, ancien président du gouvernement de la Nouvelle-Calédonie de 2001 à 2004).
    - Éric Gay (élu en 2004 et en 2009, vice-président du Rassemblement-UMP depuis 2013, ancien secrétaire général du Rassemblement-UMP de 2006 à 2012, maire du Mont-Dore depuis 2003, ancien 1er vice-président de l'Assemblée de la Province Sud de 2009 à 2011, candidat malheureux du Rassemblement-UMP également soutenu par l'UMP, l'Avenir ensemble et le Nouveau Centre dans la 2e circonscription de Nouvelle-Calédonie aux élections législatives de 2012).
    - Alain Lazare (élu en 2009, 1er vice-président de l'Assemblée de la Province Sud depuis 2011, président de la commission des Sports du Congrès de 2009 à 2011 et depuis 2013, maire de Boulouparis depuis 1995, ancien membre du gouvernement de la Nouvelle-Calédonie chargé des Affaires économiques de 2001 à 2004).
    - Cynthia Ligeard (élue en 2004 et uniquement à la Province Sud en 2009, elle fait son retour au Congrès à la faveur de la démission d'Hilarion Vendégou pour cause de cumul de mandat en 2011, vice-présidente du Rassemblement depuis 2013, ancienne secrétaire générale adjointe et porte-parole du Rassemblement-UMP de 2005 à 2012, présidente de l'Assemblée de la Province Sud depuis 2012, ancienne présidente du groupe Rassemblement-UMP et de la commission des Finances et du Budget du Congrès de 2007 à 2009, ancienne secrétaire de la commission permanente du Congrès de 2006 à 2007, ancienne présidente de la commission de l'Habitat, de l'Urbanisme et de l'Aménagement du territoire de l'Assemblée de la Province Sud de 2010 à 2011, ancienne 3e vice-présidente de l'Assemblée de la Province Sud de 2011 à 2012).
    - Georges Naturel (élu en 2009, maire de Dumbéa depuis 2008 et président du Syndicat intercommunal du Grand Nouméa depuis 2010, ancien président du groupe Rassemblement-UMP au Congrès de 2009 à 2012, ancien 6e vice-président de 2010 à 2011 puis questeur du Congrès de 2011 à 2012, président de la commission des Infrastructures publiques et de l'Énergie du Congrès de 2009 à 2013 puis de celle des Infrastructures publiques, de l'Aménagement du Territoire, du Développement durable, de l'Énergie, des Transports et de la Communication depuis 2013, président de la commission de l'Habitat, de l'Urbanisme et de l'Aménagement du territoire de 2009 à 2010 puis de celle des Équipements publics, de l'Énergie et des Transports de l'Assemblée de la Province Sud depuis 2010).
    - Rusmaeni Sanmohamat (élue en 2009, 6e vice-présidente de 2009 à 2010 puis 3e vice-présidente de 2010 à 2011 puis 7e vice-présidente de 2011 à 2013 et enfin 5e vice-présidente du Congrès depuis 2013, conseillère municipale du Mont-Dore depuis 2001, présidente suppléante de la Mission d'insertion des jeunes de la Province Sud depuis 2009, ancienne présidente de l'Association indonésienne de Nouvelle-Calédonie de 2003 à 2007).
    - Henriette Wahuzue-Falelavaki (élue en 2009, présidente de la commission de la Condition féminine de l'Assemblée de la Province Sud depuis 2009, 2e adjointe au maire de Dumbéa depuis 2008).
    - A quitté le parti et l'ECF le 1er mars 2014 : Pierre Bretegnier (signataire des accords de Matignon-Oudinot de 1988, élu en 1989, 1995, 1999, 2004 et 2009, président du comité pour le projet institutionnel du Rassemblement depuis 2013, président de la commission de la Législation et de la Réglementation économiques et fiscales du Congrès et président du conseil d'administration de PromoSud depuis 2009, ancien président du groupe du Rassemblement-UMP à l'Assemblée de la Province Sud de 2004 à 2009 et au Congrès de 2012 à 2013, ancien 2e vice-président de l'Assemblée de la Province Sud de 1989 à 1996 et de 1999 à 2001 puis 1er vice-président de cette même institution de 1996 à 1999 et de 2001 à 2004, ancien président de la commission permanente du Congrès de 2009 à 2011 et de 2012 à 2013, ancien 1er puis 2e vice-président du Congrès de 2011 à 2013).
- 2 élus Avenir ensemble issus de l'Assemblée de la Province Sud et élus en 2009 sur une liste conjointe Avenir ensemble-LMD :
  - Isabelle Ohlen (élue en 2004 et en 2009, 1re vice-présidente de l'Avenir ensemble depuis 2008, 1re vice-présidente de 2004 à 2008 puis 8e vice-présidente de 2008 à 2009 puis 5e vice-présidente de 2009 à 2010 puis 4e vice-présidente de 2010 à 2012 puis 5e vice-présidente de 2012 à 2013 et enfin 2e vice-présidente du Congrès depuis 2013, présidente de la commission du Travail et de la Formation professionnelle du Congrès en 2011 puis de celle de l'Enseignement et de la Culture depuis 2011, ancienne présidente de la commission de l'Environnement de l'Assemblée de la Province Sud de 2004 à 2009, ancienne conseillère municipale d'opposition de Nouméa de 1995 à 2008).
  - Pascal Vittori (élu en 2004 et 2009, il est membre du Congrès durant ces deux mandats en tant que suivant de listes d'élus portés au gouvernement de la Nouvelle-Calédonie, à savoir successivement Marie-Noëlle Thémereau de 2004 à 2007, Simon Loueckhote de 2009 à 2011 et Harold Martin depuis 2011, secrétaire général de l'Avenir ensemble depuis 2008, représentant local et secrétaire national à l'Outre-mer du Nouveau Centre depuis 2007, 2e vice-président de l'Assemblée de la Province Sud depuis 2011, conseiller municipal de Boulouparis depuis 2008, ancien président du groupe Avenir ensemble puis Avenir ensemble-LMD à l'Assemblée de la Province Sud de 2004 à 2007 et de 2009 à 2013, ancien secrétaire de la commission permanente et président de la commission de l'Organisation administrative et de la Fonction publique du Congrès ainsi que de celle des Finances de l'Assemblée de la Province Sud de 2004 à 2007, ancien porte-parole du gouvernement de la Nouvelle-Calédonie chargé du Budget et des Finances de 2007 à 2009).
- 2 élus LMD issus de l'Assemblée de la Province Sud et élus en 2009 sur une liste conjointe Avenir ensemble-LMD :
  - Pascale Doniguian-Panchou (élue en 2009 uniquement à l'Assemblée de la Province Sud, intègre le Congrès en 2011 en remplacement de Sylvie Robineau de l'Avenir ensemble, 8e vice-présidente du Congrès depuis 2013).
  - Simon Loueckhote (signataire des accords d'Oudinot de 1988 et de Nouméa de 1998, élu en 1985, 1988, 1989, 1995, 1999, 2004 et 2009, il fut élu de 1985 à 2004 pour les Îles Loyauté, président fondateur du LMD depuis 2008, ancien président du Rassemblement pour la Calédonie ou RPC de 2006 à 2008, ancien vice-président du Rassemblement-UMP de 2005 à 2006, ancien sénateur RPR puis UMP de la Nouvelle-Calédonie de 1992 à 2011, ancien 1er adjoint au maire d'Ouvéa de 1983 à 1985 puis conseiller municipal d'opposition d'Ouvéa de 1985 à 2008, ancien président du Conseil de la Région des îles Loyauté de 1988 à 1989 puis 2e vice-président de l'Assemblée de la Province des îles Loyauté de 1995 à 1996, ancien président du Congrès de 1989 à 1995 et de 1998 à 2004, ancien conseiller municipal d'opposition de Nouméa en 2008, ancien membre du gouvernement de la Nouvelle-Calédonie chargé de la Fonction publique de 2009 à 2011).
- 1 élu MoDem apparenté à l'Avenir ensemble issu de l'Assemblée de la Province Sud et élu en 2009 sur une liste conjointe Avenir ensemble-LMD :
  - Didier Leroux (élu en 1985, 1995, 1999, 2004 et 2009, représentant local du MoDem de François Bayrou depuis 2007 et auparavant de l'UDF de 2000 à 2007, ancien président de l'Avenir ensemble de 2008 à 2009 et président du groupe Avenir ensemble puis Avenir ensemble-LMD au Congrès de 2007 à 2011, a quitté le parti Avenir ensemble tout en restant apparenté en 2009, ancien président fondateur de l'Alliance de 1999 à 2004, ancien président fondateur d'Une Nouvelle-Calédonie pour tous de 1995 à 1999, ancien membre du gouvernement de la Nouvelle-Calédonie chargé des dossiers de l'Économie, de la Fiscalité, du Développement durable, des Mines, des Transports aériens et des Communications de 2004 à 2007, ancien président de la commission permanente du Congrès de 2011 à 2012, candidat malheureux aux élections législatives de 1997, 2002 et 2007 dans la 1re circonscription de la Nouvelle-Calédonie, il a en 2002 mis en ballotage pour la première fois de l'histoire de la circonscription l'ancien député Jacques Lafleur qui fut l'homme fort du RPCR puis du Rassemblement-UMP, plus généralement du camp anti-indépendantiste et de la Nouvelle-Calédonie, jusqu'en 2004-2005, Didier Leroux a incarné la principale opposition à ce dernier au sein du camp non-indépendantiste de 1995 à 2004).
- 1 élue de l'UDC issue de l'Assemblée de la Province Sud et élue en 2009 sur la liste du Rassemblement pour la Calédonie (RPC) de Jacques Lafleur :
  - Nathalie Brizard (élue en 2009, présidente fondatrice de l'UDC depuis 2011, exclue du RPC par Jacques Lafleur en 2010, alliée à Calédonie ensemble de 2010 à 2012, secrétaire du Congrès depuis 2013, ancienne 8e vice-présidente de 2009 à 2010 puis 7e vice-présidente de 2010 à 2011 puis 6e vice-présidente du Congrès de 2011 à 2012).

De plus, deux membres élus du Congrès et de l'assemblée de la Province Sud en 2009 n'y siégeant pas depuis 2011 car membres du gouvernement de la Nouvelle-Calédonie, sont militants d'une composante de l'ECF, en l'occurrence de l'Avenir ensemble :
- Harold Martin (signataire de l'accord de Nouméa, élu en 1984, 1985, 1988, 1989, 1995, 1999, 2004 et 2009, président de l'Avenir ensemble de 2004 à 2008 et depuis 2009, ancien membre fondateur du RPC puis RPCR de 1977 à 2001, président du Congrès jusqu'au 3 mars 2011, le fut déjà de 1997 à 1998 et de 2004 à 2007, président du gouvernement depuis le 3 mars 2011, chargé du Transport aérien international, des Douanes, de l'Agriculture, de l'Élevage et de la Pêche, ainsi que de la Coopération régionale et des Relations extérieures depuis le 11 mars 2011, fut déjà le président de l'exécutif local de 2007 à 2009, maire de Païta depuis 1995, ancien président du conseil de la Région Ouest de 1988 à 1989), remplacé par Pascal Vittori.
- Sylvie Robineau (élue en 2004 et 2009, ancienne président du groupe Avenir ensemble au Congrès de 2004 à 2007, au gouvernement du 3 au 17 mars 2011 et depuis le 1er avril 2011, chargée depuis le 6 avril 2011 d'animer et de contrôler les secteurs de la Santé, de la Formation professionnelle, de la Protection sociale, du Handicap et de la Solidarité, ainsi que de l'Organisation des concours d’accès aux emplois publics de la Nouvelle-Calédonie et de la Formation initiale et continue des agents publics depuis le 20 septembre 2011, fut déjà membre du gouvernement de 2007 à 2009, ancienne conseillère municipale d'opposition de Nouméa de 2001 à 2004), remplacée par Pascale Doniguian-Panchou du LMD.

### À la Province Sud
L'ECF devient la nouvelle majorité à l'Assemblée de la Province Sud, avec 20 élus sur 40 (12 Rassemblement-UMP, 4 Avenir ensemble, 2 LMD, Didier Leroux et Nathalie Brizard), la présidence de l'Assemblée (détenue depuis 2012 par Cynthia Ligeard du Rassemblement-UMP) et deux des trois vice-présidences (la 1re pour Alain Lazare du Rassemblement-UMP, la 2e pour Pascal Vittori de l'Avenir ensemble).
Outre les 16 conseillers siégeant également au Congrès déjà cités (10 Rassemblement-UMP, 2 Avenir ensemble, 2 LMD, Didier Leroux et Nathalie Brizard), les 4 autres élus de la seule Assemblée provinciale sont :
- 2 du Rassemblement-UMP :
  - Nicole Andréa-Song (élue en 1999, 2004 et 2009, également membre du Congrès de 1999 à 2004, présidente de la commission du Développement rural de l'Assemblée de la Province Sud et présidente du conseil d'administration de l'Établissement de régulation des prix agricoles depuis 2009).
  - Pierre Maresca (élu en 1985, 1988, 1989, 1995, 1999, 2004 et 2011 en remplacement à cette dernière date d'Hilarion Vendégou, ancien membre du Congrès de 1985 à 2009, président de la commission de l'Habitat, de l'Urbanisme et de l'Aménagement du territoire de l'Assemblée de la Province Sud depuis 2011, ancien secrétaire général du RPCR devenu ensuite le Rassemblement-UMP de 1984 à 1989 et de 2005 à 2006, ancien président du groupe Rassemblement-UMP au Congrès de 2004 à 2007, ancien président de la commission permanente du Congrès de 1988 à 1998 et de 2008 à 2009, ancien membre du conseil de gouvernement de Nouvelle-Calédonie chargé de la Santé, des Travaux publics, des Transports, de l'Urbanisme et de l'Habitat de 1979 à 1982, ancien ministre de la Santé et des Affaires sociales du gouvernement du territoire de Nouvelle-Calédonie de 1984 à 1985, ancien membre du gouvernement de la Nouvelle-Calédonie chargé des Transports et des Communications puis des Transports aériens, des Communications, du Dialogue social et de la Fonction publique de 1999 à 2004, ancien adjoint au maire de Nouméa de 1989 à 1995 et de 2001 à 2008).
- 2 de l'Avenir ensemble :
  - Alésio Saliga (élu en 2009 en remplacement de Simon Loueckhote puis Harold Martin, tous deux portés successivement au gouvernement de la Nouvelle-Calédonie, ancien collaborateur à la présidence du Congrès de 2004 à 2007 puis à celle du gouvernement de la Nouvelle-Calédonie de 2007 à 2009 de Harold Martin, tout particulièrement chargé du comité de coordination de la communauté wallisienne et futunienne).
  - Grégoire Bernut (élu en 2012 en remplacement de Malo Katrawa, décédée, qui elle-même était entrée à l'Assemblée provinciale en 2011 en remplacement de Sylvie Robineau lorsque celle-ci était devenue membre du gouvernement de la Nouvelle-Calédonie, président de la commission du Développement économique de l'Assemblée de la Province Sud et de celle du Personnel et de la Réglementation générale depuis 2012, ancien collaborateur de l'exécutif de l'Assemblée provinciale de 2004 à 2008, il rejoint le Rassemblement en 2014).

### À Nouméa
Le groupe ECF du conseil municipal de Nouméa est créé le 6 août 2013, surtout en réaction à la formation le 30 juillet du groupe du Mouvement populaire calédonien (MPC) du 1er adjoint Gaël Yanno et 19 autres conseillers municipaux sur les 42 de l'ancien groupe Rassemblement-UMP (dont, en comptant Gaël Yanno, 11 des 15 adjoints).
Il est constitué de 22 membres (sur 53 élus), dont :
- 19 du Rassemblement-UMP :
  - le maire Jean Lèques (en place depuis 1986, auparavant adjoint au maire Roger Laroque de 1983 à 1986, signataire des accords de Matignon-Oudinot de 1988 et de Nouméa de 1998, vice-président du RPCR puis Rassemblement-UMP de 1978 à 2005 et depuis 2013, ancien président de l'Assemblée territoriale de Nouvelle-Calédonie de 1970 à 1972, de 1980 à 1981, de 1982 à 1983 et de 1984 à 1985, ancien président du Conseil de la Région Sud de 1985 à 1986, ancien président du gouvernement de la Nouvelle-Calédonie de 1999 à 2001, fut élu à l'Assemblée territoriale de Nouvelle-Calédonie puis au Congrès pour la Région Sud puis la Province Sud de 1967 à 2009).
  - 3 adjoints (sur 15) :
    - Jean-Claude « Gaby » Briault (signataire des accords d'Oudinot de 1988, 6e puis 4e adjoint au maire chargé de l’urbanisme, de la gestion domaniale, de l’organisation administrative, de la communication et du rayonnement régional depuis 2008, membre du gouvernement de la Nouvelle-Calédonie depuis 2004 chargé successivement des Finances et du Budget de 2004 à 2007, du Transport aérien international et des Communications de 2007 à 2009, de la Jeunesse et des Sports depuis 2009, de la Santé scolaire depuis 2012 et de l'Enseignement public depuis 2013, fut également chargé de la totalité du dossier de l'Enseignement en 2011 puis uniquement de l'Enseignement secondaire, public et privé, de 2012 à 2013, fut élu à l'Assemblée territoriale de Nouvelle-Calédonie puis au Congrès pour la Région Sud puis la Province Sud de 1984 à 2004, ancien coprésident du groupe RPCR-FCCI de 2001 à 2004).
    - Gérard Vignes (9e adjoint chargé de la voirie, de la circulation, du stationnement et des transports publics depuis 1995, ancien président du syndicat intercommunal de transport scolaire du Grand Nouméa Transco de 1996 à 2010).
    - Jean-Robert Monnier (11e adjoint chargé des sports depuis 2008).

  - 15 conseillers municipaux (sur 37, et sur les 26 anciens conseillers du groupe Rassemblement-UMP)[5] : Jacqueline Bernut (élue en 2008 sous les couleurs de la liste « Changer c'est capital » proche de l'Avenir ensemble puis de Calédonie ensemble, elle quitte ce groupe d'opposition pour celui du Rassemblement-UMP en 2011), Fizié Bolé (délégué pour l'animation des quartiers), Maryse Briatte (déléguée pour les relations avec les associations caritatives), Marc-Kanyan Case (élu en 1989, 1995, 2001 et 2008, délégué pour l’organisation des rencontres sportives internationales et pour la solidarité, ancien adjoint au maire de 1995 à 2008, ancien élu du Congrès de la Nouvelle-Calédonie et de l'Assemblée de la Province Sud de 2004 à 2009), Pascale Certa (déléguée pour le commerce en centre-ville et pour les villes jumelées), Eliette Cognard (déléguée pour les relations avec les personnes en difficulté et les personnes âgées), Marguerite Katea (déléguée pour les relations avec les associations de quartiers), Tiaré Le Goff (déléguée pour le suivi du plan d’urbanisme directeur et pour le tourisme, chargée des relations avec les associations féminines), Maraéa Néa (déléguée pour la vie des quartiers), Steeve Newland (délégué pour la jeunesse), Christine Poellabauer (déléguée pour la mise en place du tri sélectif et la surveillance de la qualité de l’air et de l’eau), Sabrina Rosa-Asik (déléguée pour la vie étudiante), Virginie Ruffenach (présidente du groupe, élue en 2008, déléguée à la réussite éducative), Karl Stephan Viannec (délégué pour le conseil municipal junior, la vie scolaire et le service à la population) et Bill Yamamoto (délégué pour la sécurité de proximité et pour le marché municipal, ainsi que correspondant défense).
- les 3 conseillers municipaux du LMD (sur 4 élus en 2008, la quatrième, Gloria Outu, ayant rejoint le Rassemblement-UMP en 2011 puis le MPC en 2013) qui siégeaient jusque-là dans l'opposition[5] : Marco Atolomako-Puluiuvea, Christophe Delière (secrétaire général du LMD depuis sa création en 2008 et ancien chef du groupe « Nouméa la diversité en mouvement », ancien élu de l'Assemblée de la Province Sud sous les couleurs du Front national de 1999 à 2004) et Michel Crombez.

Le groupe est mené par Virginie Ruffenach (Rassemblement-UMP, conseillère depuis 2008 déléguée à la Réussite éducative). Les 3 derniers membres de l'ancien groupe Rassemblement-UMP (la 13e adjointe et historienne Christiane Terrier, les conseillers Laurent Cassier et David Tevan) refusent de prendre parti et rejoignent Philippe Blaise parmi les non-inscrits.

## Front pour l'unité pour 2014

### Municipales
- Nouméa : Jean-Claude Briault (Rassemblement, membre du gouvernement, adjoint au maire sortant), soutenu par le maire sortant Jean Lèques.
- Mont-Dore : Éric Gay (Rassemblement, maire sortant)
- Dumbéa : Georges Naturel (Rassemblement, maire sortant
- Païta : Harold Martin (Avenir ensemble, maire sortant), dont l'annonce officielle de sa candidature intervient le 8 février 2014
- Ouvéa : Simon Loueckhote (LMD, ancien conseiller municipal de 1983 à 2008, ancien 1er adjoint au maire de 1983 à 1985), à la tête d'une liste regroupant l'ensemble des non-indépendantistes.

### Provinciales
Lors du congrès du Rassemblement-UMP réuni à l'Arène du Sud de Païta, le parti de Pierre Frogier lance la campagne et le projet du Front pour l'unité pour les élections provinciales de 2014.
Les stratégies et de tête de liste par province proposées sont :
- Province Sud : Cynthia Ligeard (Rassemblement, présidente sortante de l'assemblée provinciale) à la tête d'une liste « Front pour l'unité » limitée aux composantes de l'ECF, elle a pour directeur de campagne Didier Leroux (MoDem)[2].
- Province des îles Loyauté : Simon Loueckhote (président du LMD, signataire des accords d'Oudinot de 1988 et de Nouméa de 1998, ancien sénateur de 1992 à 2011, ancien président du Congrès de 1989 à 1995 et de 1998 à 2004, ancien membre du gouvernement de 2009 à 2011, ancien conseiller régional puis provincial loyaltien de 1985 à 2009, ancien conseiller municipal d'Ouvéa de 1983 à 2008) à la tête d'une liste unique des anti-indépendantistes. Malgré des réticences, la création d'une liste réunissant tous les partis anti-indépendantistes présents aux Îles Loyauté (Rassemblement, LMD, Avenir ensemble, Calédonie ensemble, MPC, RPC) est arrêtée au début du mois de février 2014 par leurs représentants et rendue publique le 11 février 2014. Elle choisit Simon Loueckhote comme tête de liste, ce dernier proposant par ailleurs comme nom pour cette liste « L'autre voix(e) », comme l'association des Kanak non-indépendantistes créée en 2013[6]. Cependant, les deux autres grandes forces non-indépendantistes, Calédonie ensemble et l'UCF émettent un certain nombre de conditions à la candidature de Simon Loueckhote, en déclarant que : « si le principe de la liste unique des non-indépendantistes a été acté, elle ne sera conduite par Simon Loueckhote que si les deux candidats suivants sont désignés par Calédonie ensemble et par l’UCF », en rejetant le nom de « L'autre voix(e) » et en soutenant que le choix de la tête de liste pourrait être remis en cause par le résultat des élections municipales de mars 2014[7].
- Province Nord : soutien de la proposition de Calédonie ensemble de former une liste unique anti-indépendantiste menée par Gérard Poadja (Calédonie ensemble, conseiller provincial sortant, ancien président du Congrès de 2012 à 2013, ancien conseiller municipal de Koné de 2001 à 2008), tout en précisant que : « Mais, notre soutien va à Gérard Poadja et à lui seul. Nous ne nous laisserons pas imposer par d'autres des conditions unilatérales. » Finalement, n'arrivant pas à s'accorder avec Gérard Poadja et Calédonie ensemble sur la répartition des places éligibles, le FPU et l'UCF, ainsi que des dissidents de Calédonie ensemble, forment une liste distincte, menée par le conseiller municipal FPU de Houaïlou, Francis Euriboa, et dénommée « Entente provinciale Nord ».